# إدسون غوتيريز
إدسون غوتيريز (بالإسبانية: Edson Gutiérrez)‏ هو لاعب كرة قدم مكسيكي، ولد في 19 يناير 1996 في سلامنكا في المكسيك.